# 上田和子
上田 和子（うえた かずこ、1932年（昭和7年）1月2日 - ）は、日本のピアニスト。元徳島文理大学音楽学部教授。姉は鳴門教育大学名誉教授である石井永子。

## 経歴
徳島県徳島市出身。1953年、東京藝術大学音楽学部別科を卒業。1960年、徳島女子高等学校講師、1961年、徳島女子短期大学（現在の徳島文理大学短期大学部）専任講師、1963年、助教授、1991年、徳島文理大学短期大学部教授に就任。
2010年、日本私立短期大学協会より短期大学教育60周年を記念して、短期大学教育功労者表彰を受賞。また、これまでに全日本ピアノ指導者協会徳島支部長やピティナ淡路中央ステーション代表などを歴任。

## 所属学会等
- 全四国音楽学会
- 日本ピアノ教育連盟

## 受賞歴
- 2010年 - 短期大学教育功労者表彰（日本私立短期大学協会）